# Nadzór klerycki
Nadzór klerycki − powierzenie parafii kleryckiemu instytutowi zakonnemu lub kleryckiemu stowarzyszeniu życia apostolskiego przez biskupa diecezjalnego, za zgodą właściwego przełożonego (kan. 520).